# Juan Diego Botto
Juan Diego Botto Rota (Buenos Aires, 29 agosto 1975) è un attore argentino naturalizzato spagnolo.

## Biografia
Figlio dell'attrice Cristina Rota e dell'attore Diego Botto, suo padre fu ucciso dal governo militare dell'Argentina, durante la Guerra sporca argentina, quando Juan aveva 2 anni. Con la madre e la sorella maggiore María, anch'essa attrice, si trasferirono a Madrid, in Spagna, dove sua madre dava lezioni di recitazione fuori dal loro appartamento. In seguitò visse per due anni a New York dove frequentò le scuole superiori.

## Carriera
Botto ha iniziato a recitare all'età di cinque anni nel film Juego de poder. Il suo ruolo nel film del 1999 Sobreviviré, su una donna che si innamora di un uomo che, a lei sconosciuto, è omosessuale, gli ha dato molti riconoscimenti nazionali ed internazionali.
Botto è apparso sul palcoscenico spagnolo in numerosi spettacoli acclamati dalla critica. Ha anche diretto uno spettacolo chiamato El privilegio de ser perro, sulla dura vita a cui gli immigrati sono sottoposti mentre cercano di immigrare e vivere in un nuovo paese.
Ad appena 7 anni, nel 1982, iniziò la sua carriera di attore, lavorando in molti film spagnoli; ha anche recitato nel 1992 nel film 1492 - La conquista del paradiso. In Italia è conosciuto nel ruolo di Felipe, l'assistente muto di don Diego de la Vega/Zorro nel telefilm "Zorro" degli anni 1990-1993.
Botto è protagonista della serie televisiva TNT Good Behavior, in cui interpreta Javier, un affascinante sicario con un codice morale.
Nel 2021 ha preso parte al film di supereroi The Suicide Squad - Missione suicida di James Gunn, interpretando il ruolo del dittatore Silvio Luna, antagonista della prima parte del film.
È compagno della giornalista Olga Rodríguez.

## Filmografia

### Cinema
- Martes y trece, ni te cases ni te embarques, regia di Javier Aguirre (1982)
- Power Game, regia di Fausto Canel (1983)
- Los motivos de Berta, regia di José Luis Guerín (1984)
- El río de oro, regia di Jaime Chávarri (1986)
- Teo el pelirrojo, regia di Paco Lucio (1986)
- Hace quince años, regia di José Luis Escolar (1987) – Cortometraggio
- Se ti dico che sono caduto (Si te dicen que caí), regia di Vicente Aranda (1989)
- Ovejas negras, regia di José María Carreño (1990)
- Cómo ser mujer y no morir en el intento, regia di Ana Belén (1991)
- 1492 - La conquista del paradiso (1492: Conquest of Paradise), regia di Ridley Scott (1992)
- Mascara de Diijon, regia di Nicolás Echevarría (1993)
- Historias del Kronen, regia di Montxo Armendáriz (1995)
- La sal de la vida, regia di Eugenio Martín (1996)
- Éxtasis, regia di Mariano Barroso (1996)
- La Celestina, regia di Gerardo Vera (1996)
- Más que amor, frenesí, regia di Alfonso Albacete, Miguel Bardem e David Menkes (1996)
- En brazos de la mujer madura, regia di Manuel Lombardero (1997)
- Martín (Hache), regia di Adolfo Aristarain (1997)
- ¿Bin ich schön?, regia di Doris Dörrie (1998)
- Plenilunio, regia di Imanol Uribe (1999)
- Novios, regia di Joaquín Oristrell (1999)
- Ave María, regia di Eduardo Rossoff (1999)
- Sobreviviré, regia di Alfonso Albacete e David Menkes (1999)
- Asfalto, regia di Daniel Calparsoro (2000)
- Silencio roto, regia di Montxo Armendáriz (2001)
- Danza di sangue - Dancer Upstairs (The Dancer Upstairs), regia di John Malkovich (2002)
- El caballero Don Quijote, regia di Manuel Gutiérrez Aragón (2002)
- Trece campanadas, regia di Xavier Villaverde (2002)
- El balancín de Iván, regia di Darío Stegmayer (2003) – Cortometraggio
- Los abajo firmantes, regia di Joaquín Oristrell (2003)
- Roma, regia di Adolfo Aristarain (2004)
- Obaba, regia di Montxo Armendáriz (2005)
- La fiesta del Chivo, regia di Luis Llosa (2005)
- Vete de mí, regia di Víctor García León (2006)
- Va a ser que nadie es perfecto, regia di Joaquín Oristrell (2006)
- Bordertown, regia di Gregory Nava (2007)
- El Greco, regia di Yannis Smaragdis (2007)
- The Anarchist's Wife, regia di Marie Noëlle e Peter Sehr (2008)
- Las viudas de los jueves, regia di Marcelo Piñeyro (2009)
- King Conqueror, regia di José Antonio Escrivá (2009)
- Todo lo que tú quieras, regia di Achero Mañas (2010)
- Silencio en la nieve, regia di Gerardo Herrero (2011)
- Dictado, regia di Antonio Chavarrías (2012)
- O Theos agapaei to haviari, regia di Yannis Smaragdis (2012)
- Los sueños de Ulma, regia di Rómulo Aguillaume e Leonor Watling (2012) – Cortometraggio
- Ismael, regia di Marcelo Piñeyro (2013)
- La ignorancia de la sangre, regia di Manuel Gómez Pereira (2014)
- Hablar, regia di Joaquín Oristrell (2015)
- Los comensales, regia di Sergio Villanueva (2016)
- Una noche con Juan Diego Botto, regia di Teresa Bellón e César F. Calvillo (2018) – Cortometraggio
- The Suicide Squad - Missione suicida (The Suicide Squad), regia di James Gunn (2021)
- Tutto in un giorno (En los márgenes), regia di Juan Diego Botto (2022)
- La stanza accanto (The Room Next Door), regia di Pedro Almodóvar (2024)

### Televisione
- Zorro (1990-1993) – Serie tv
- El día que me quieras (1995) – Serie tv, un episodio
- Lucrecia, regia di Mariano Barroso (1995) – Film tv
- Augusto - Il primo imperatore, regia di Roger Young (2003) – Film tv
- ¿Qué fue de Jorge Sanz? (2010) – Serie tv, un episodio
- Pulsaciones (2016-2017) – Serie tv
- Good Behavior (2016-2017) – Serie tv
- Instinto (2019) – Serie tv, 5 episodi
- White Lines (2020) – Serie Tv

## Doppiatori italiani
Nelle versioni in italiano delle opere in cui ha recitato, Juan Diego Botto è stato doppiato da:
- Riccardo Scarafoni in The Suicide Squad - Missione suicida
- Simone Crisari in White Lines
- Simone D'Andrea in Good Behavior
- Jacopo Venturiero in Tutto in un giorno
- Stefano Crescentini ne La stanza accanto

## Riconoscimenti
- Festival internazionale del cinema di Berlino
  - 1998 – Shooting Stars Award
- Premio Goya
  - 1996 – Candidatura per il miglior attore rivelazione per Historias del Kronen
  - 2001 – Candidatura per il miglior attore protagonista per Plenilunio
  - 2007 – Candidatura per il miglior attore non protagonista per Vete de mí
  - 2014 – Candidatura per il miglior attore non protagonista per Ismael
  - 2021 – Candidatura per il miglior attore non protagonista per Los Europeos
- Premios de la Unión de Actores y Actrices
  - 1996 – Candidatura per la migliore rivelazione per Historias del Kronen
  - 2007 – Candidatura per il miglior attore non protagonista per Vete de mí
- Premio YoGa
  - 1997 – Peggior attore spagnolo per La Celestina
- Premio ACE
  - 2007 – Miglior attore non protagonista per Vete de mí
- Cairo International Film Festival
  - 2008 – Miglior attore per El Greco
- Cinema Writers Circle Awards
  - 2014 – Candidatura per il miglior attore non protagonista per Ismael